# マザーズ・オブ・インヴェンション
ザ・マザーズ・オブ・インヴェンション (The Mothers of Invention) は、1965年から1976年まで活動したアメリカ合衆国のロック・バンドである。作曲家・ギタリストのフランク・ザッパに率いられて彼の作品を演奏した。

## 概要

### 活動時期
ザ・マザーズ・オブ・インヴェンションの活動時期は、主に以下の3つの期間である。
- 1965年5月のザ・マザーズの誕生から1969年10月の解散宣言まで。
- 1970年6月の再結成から1971年12月のロンドン公演まで。
- 1973年2月の再結成から1976年3月のワールド・ツアー終了まで。

但し、ザッパは、これらの活動時期に挟まれた2つの活動休止期にも、ザ・マザーズ・オブ・インヴェンション名義の短期の活動を主導した。

### ザッパのソロ活動との相違点
上記の活動期間と活動休止期間を通じて、ザ・マザーズ・オブ・インヴェンション名義のオリジナル・アルバムは14作、ザッパのソロ・アルバムは4作発表された。
ザッパは1976年の夏に、アルバムの名義について、以下の発言を残した。
ザ・マザーズ・オブ・インヴェンション名義のアルバムとフランク・ザッパ名義のアルバムを区別するものは、そのアルバムの制作に参加したバンドがコンサート・ツアーに出るザ・マザーズ・オブ・インヴェンションというユニットであるかどうかだ。
また、1973年には、同様の話題について以下の発言を残した。
ザ・マザーズ・オブ・インヴェンションの音楽は、それをグループの音楽として表現できるほど十分に長い期間一緒に活動してきた人々だけが演奏できるものだ。もし自分が楽譜を書いてどこかのオーケストラに手渡しても、ザ・マザーズ・オブ・インヴェンションの音楽は生まれてこない。自分が曲を書いてスタジオ・ミュージシャンのグループに手渡せば、おそらく楽譜に忠実で極めて正確に演奏してくれるだろう。だがグループのメンバー一人一人が持っている狂気（craziness）の総和が得られなければ、つまり、グループが十分に長く活動してツアーに出てメンバー全員の個性が混ざり合ってごく自然に奇妙な演奏ができるようになられなければ、ザ・マザーズ・オブ・インヴェンションの音楽は生まれてこない。
このように、少数の例外を除いて、ザッパはザ・マザーズ・オブ・インヴェンションのライブ活動に基づいてアルバムの名義を決めていた。

### バンド名について
ザ・マザーズ・オブ・インヴェンションという名前が生まれるきっかけを作ったのは、デビュー・アルバム『フリーク・アウト!』（1966年）の発売元のヴァーヴ・レコードの親会社であるMGMレコードだった。MGMレコードは『フリーク・アウト!』の発売に際して、当時のバンド名だったザ・マザーズが放送禁止用語を連想させるとして、バンド名を変えることを要求した。
1968年、ヴァ―ヴ・レコードとの契約が切れると、彼等はザッパがマネージャーのハーブ・コーエンと共同で設立した独立レーベルのビザール・レコードに移籍して、配給元になったヴァ―ヴ・レコードから4作目の『クルージング・ウィズ・ルーベン&ザ・ジェッツ』と編集アルバム『マザーマニア』を発表した。後者のジャケットには"The Best of The Mothers"の副題が記され、ザ・マザーズの名前が復活して、ザ・マザーズ・オブ・インヴェンション以外の名前が使用された最初の例になった。以後、配給元がリプリーズ・レコードになり、さらに1973年にザッパとコーエンが新たに設立したディスクリート・レコードに移籍して配給元のワーナー・ブラザーズからアルバムを発表する1975年頃までには、マザーズ、ザッパ・アンド・マザーズ、ザッパ／マザーズ、フランク・ザッパ・アンド・ザ・マザーズ・オブ・インヴェンションなど様々な名前がアルバムやコンサートの名義に用いられてきた。
本ページでは、呼称をザ・マザーズ・オブ・インヴェンションに統一して、その略語であるMOIを用いる。

## 活動の歴史

### 1965年から1969年10月まで
1965年4月、カリフォルニア州クカモンガでスタジオZを所有して様々なレコーディングを行なっていたザッパは、旧知のボーカリストのレイ・コリンズから電話を受けた。彼等は1962年にコリンズの出身地であるポモナで出会い、同年から1963年にかけて、スタジオZの前身であるパル・レコーディング・スタジオで、ザッパの単独作や二人の共作を共同でレコーディングした間柄だった。1965年当時、コリンズは義理の兄弟と大工として働きながら、ポモナのザ・ブロードサイドというバーでザ・ソウル・ジャイアンツ（The Soul Giants）というR＆Bのカバー・バンドのボーカリストとして活動していた。彼等はギタリストを失ったばかりで、メンバーはリーダー格のデイヴィ・コロナード（サクソフォーン）、ジミー・カール・ブラック（ドラムス）、ロイ・エストラーダ（ベース・ギター）、そしてコリンズ（ボーカル）の4名だった。コリンズが一年近く連絡を取っていなかったザッパに電話したのは、彼を後任のギタリストに勧誘する為だった。
ザッパはコリンズの勧誘に応じてザ・ソウル・ジャイアンツに加入したが、メンバーに他人の曲ではなくオリジナル曲を演奏してレコード会社と契約しようと提案した。コロナードは、そのような事をすれば自分達はクラブやバーで演奏する仕事を失ってしまう、とザッパの提案に唯一人反対して去っていった。残ったコリンズ、ブラック、エストラーダはザッパと共に彼のオリジナル曲を演奏し始めたが、クラブやバーでの仕事が長続きしなくなり、コロナードの予測が正しかったことを悟った。
1965年5月9日、彼等はバンド名をザ・マザーズ（The Mothers）に変更した。そしてより多くの機会を求めて、活動の拠点をポモナからハリウッドに移した。10月、彼等はハーブ・コーエンとマネージメントの契約を結び、コーエンの尽力でウィスキー・ア・ゴー・ゴーに定期的に出演するようになった。1966年1月、MGMレコードの東部A&Rの部長でプロデュ―サーのトム・ウィルソンが仕事でロサンゼルスを訪れた時、コーエンは彼をウィスキー・ア・ゴー・ゴーに連れて行ってザ・マザーズの演奏ぶりを見せた。ウィルソンは彼等を気に入ってレコード契約と2500ドルの前渡し金を提示した。
1966年3月1日、ザッパら4名と新メンバーのエリオット・イングバー（ギター）からなるザ・マザーズは、MGMレコードの子会社であるヴァ―ヴ・レコードと契約を結んだ。彼等はウィルソンをプロデューサーに迎えて、数ヶ月かけて2枚組のデビュー・アルバム『フリーク・アウト!』の録音と編集を終えた。発表に際してMGMレコードが、マザーズとは放送禁止用語を短くした名前ではないのかと疑ったので、彼等はバンド名をザ・マザーズ・オブ・インヴェンション（The Mothers of Invention、MOI）に変えた。『フリーク・アウト!』は同年6月にMGMレコードの子会社のヴァーヴ・レコードから発表され、それに合わせて彼等は国内ツアーに出た。
ウィルソンは『フリーク・アウト!』が編集されてアルバムの体を成した段階で、既にMGMレコードの資金から25,000ドルから30,000ドル近くを使っていた。しかし、その売り上げは30,000組と比較的少ない数であったので、MGMレコードは次のアルバムの制作費を11,000ドルに削減した。それにもかかわらず、MOIはアート・トリップ（パーカッション）、バンク・ガードナー〈木管楽器）、ドン・プレストン（キーボード）、イアン・アンダーウッド（キーボード、ギター、木管楽器 、ヴォーカル）などの新しいメンバーを加えて、1969年まで活動を継続し、『アブソリュートリー・フリー』（1967年）、『ウィー・アー・オンリー・イン・イット・フォー・ザ・マニー』（1968年）、『アンクル・ミート』（1969年）などの作品を次々と発表していった。
MOIの最後のライブ活動は1969年8月18日に行なわれたモントリオールでのコンサートだった。同年10月、ザッパはMOIの解散を発表した。

### 再結成までの移行期
ザッパはMOIの解散を発表した10月、ベルギーで24日から28日まで開かれたアムージ―音楽祭（Festival d'Amougies）の進行役を務めた。彼はこの時、エインズレー・ダンバー・リタリエイションのエインズレー・ダンバー（ドラムス）の演奏に感銘を受け、現地でダンバーとジャム・セッションを行なった。そして11月から1970年4月まで、元MOIのトリップとアンダーウッド、ドン・シュガーケイン・ハリス（ヴァイオリン、キーボード、ボーカル）、ザッパの誘いでイギリスからアメリカ西海岸に活動拠点を移したダンバーなど数人のミュージシャンを様々に組み合わせて4人ないし5人編成のバンドを結成し、フランク・ザッパ・アンド・フレンズ（Frank Zappa and Friends）、フランク・ザッパ・アンド・ホット・ラッツ（Frank Zappa and Hot Rats）、チュンガ（Chunga）などの名義で、カリフォルニア州で数回ライブ活動を行なった。
また、当時ロサンジェルス・フィルハーモニックの常任指揮者だったズービン・メータが「MOIとの」共演を提案したので、ザッパはコリンズ、アンダーウッド、モーターヘッド・シャーウッド（バリトン・サクソフォーン）、ビリー・ムンディ（ドラムス）らMOIの元メンバー、ダンバー、ジェフ・シモンズ（ベース・ギター、ボーカル）とMOIを一時的に再結成。彼等は5月15日にカリフォルニア大学ロサンゼルス校（UCLA）のポーリー・パビリオンでメータが指揮するロサンゼルス・フィルハーモニックと共演したほか、ニューヨークのフィルモア・イーストやシカゴで数回コンサート活動を行なった。

### 1970年6月から1971年12月まで
ザッパは1970年6月にMOIを正式に再結成した。メンバーはザッパとアンダーウッド以外は新顔で、ダンバー、シモンズ、1960年代のポップ・グループのタートルズのボーカリストだったハワード・カイランとマーク・ボルマンのデュオ、ジャズ・フュージョン・ミュージシャンのジョージ・デューク（キーボード、トロンボーン、ヴォーカル）であった。彼等はライヴ・アルバム『フィルモア・ライヴ '71』（1971年）、映画『200モーテルズ』の同名サウンド・トラック（1971年）を発表し、好評をもって迎えられた。しかし1971年12月10日に行なわれたMOIのロンドン公演で、ザッパが観客の一人にオーケストラ・ピットに突き落とされ重傷を負うという傷害事件が発生。彼は長期の療養生活を強いられ当分はライブ活動を断念せざるを得なくなり、MOIは解散状態に陥った。

### ザッパの負傷療養期
ザッパは車椅子での療養生活を送りながら、1971年8月7日にUCLAのポーリー・パビリオンで行なわれたMOIのコンサートのライブ音源を収録したアルバム『ジャスト・アナザー・バンド・フロム L.A.』を1972年3月に発表した。さらに4月にはダンバー、シモンズ、デューク、プレストンに加えて10名のミュージシャンを招聘して新作アルバムの制作を開始し、同年7月にソロ・アルバム『ワカ/ジャワカ』を発表した。
9月、ザッパはアンダーウッド、当時アンダーウッドの夫人で後に新しいMOIのメンバーになるルース（パーカッション）、ルースと同時にMOIのメンバーになるブルース・ファウラー（トロンボーン）、元デレク・アンド・ザ・ドミノスのジム・ゴードン（ドラムス）、『ワカ/ジャワカ』の制作に参加したマイク・アルトシュル（ピッコロ、バスクラリネット）、アール・ダムラー（オーボエ）、トニー・デュラン（ギター）、サル・マルケス（トランペット）、ジョアン・マクナブ（バスーン）、マルコム・マクナブ（トランペット）、ケン・シュロイヤー（トロンボーン）など、ザッパ自身を含めて20人編成のザ・グランド・ワズー・オーケストラ（The Grand Wazoo Orchestra）を結成し、アメリカとヨーロッパでコンサートを合計7回開いた。
ザッパはザ・グランド・ワズー・オーケストラのコンサート・ツアーを開始する前に、次は10人編成のバンドで全く別の曲を取り上げる、という計画を既に立てていた。そしてツアーが終了すると、ザ・グランド・ワズー・オーケストラのメンバーから9名を選んで、通称ザ・プチ・ワズー（The Petit Wazoo）を結成した。彼等は10月下旬から11月中旬にかけてと12月上旬に、アメリカとカナダでコンサートを開いた。
11月には、『ワカ/ジャワカ』とほぼ同時に制作された音源を収録したアルバム『グランド・ワズー』がMOI名義で発表された。
引用文献に基づいて、1970年6月から1971年12月までのMOI、1972年9月のザ・グランド・ワズー・オーケストラ、1972年10月から12月までのザ・プチ・ワズーのライブ活動のメンバーを以下に示す。

### 1973年2月から1976年3月まで
1973年2月、ザッパはMOIを再々結成した。デューク、ジャン＝リュック・ポンティ（ヴァイオリン）、ラルフ・ハンフリー（ドラムス）、チェスター・トンプソン（ドラムス）、ブルース・ファウラー（トロンボーン）、トム・ファウラー（ベース）、ナポレオン・マーフィ・ブロック（ヴォーカル、テナーサックス、フルート）、ルース・アンダーウッド（パーカッション）などを迎えて、『オーヴァーナイト・センセーション』（1973年）、『ロキシー & エルスウェア』（1974年）、『ワン・サイズ・フィッツ・オール』（1975年）、『ボンゴ・フューリー』（1975年）を発表した。
名義にMOIが含まれた新作アルバムは1975年に発表された『ボンゴ・フューリー』が最後である。ザッパは続いて1976年に発表した『ズート・アリュアーズ』以後、新作アルバムの名義を全てフランク・ザッパにした。ツアーでは、1976年1月から3月まで行なわれたハワイ、日本、オーストラリア、ニュージーランド、ヨーロッパを巡るワールド・ツアーを最後にMOIの名前を使わなくなり、以後のツアーではバンドの正式名称をZappaにした。
引用文献に基づいて、1973年2月から1976年3月までのMOIのライブ活動のメンバーを以下に示す。

## 日本公演
1976年2月上旬、ザッパ（ギター、ボーカル）、ロイ・エストラーダ（ベース・ギター、ボーカル）、テリー・ボジオ（ドラムス）、ナポレオン・マーフィー・ブロック（テナー・サクソフォーン、ボーカル）、アンドレ・ルイス（キーボード、ボーカル）の5人編成のMOIが日本公演を行なった。
- 1976年2月1日　東京　浅草国際劇場 (浅草最大のロックショウ)
- 1976年2月3日　大阪　厚生年金会館
- 1976年2月4日　京都　京大西部講堂
- 1976年2月5日　東京　日本青年館

5人編成は1966年以後のMOIとしては最小規模で、彼等は時にはゲスト・ミュージシャンを迎えて1975年9月から1976年3月までコンサート活動を行なった。日本公演は1976年1月から3月まで行なわれたハワイ、日本、オーストラリア、ニュージーランド、ヨーロッパを巡るワールド・ツアーに組み込まれていた。このワールド・ツアーは、ザッパがMOI名義で行なったライブ活動の最後のものになった。
2月3日の大阪厚生年金会館でのコンサートで録音された'Black Napkins'がザッパ名義のアルバム『ズート・アリュアーズ』（1976年）に、'Hands with a Hammer'と’Zoot Allures'がYou Can't Do That On Stage Anymore, Vol.3に収録された。

## ディスコグラフィ

### オリジナル・アルバム
- フリーク・アウト!　Freak Out!（1966年）
- アブソリュートリー・フリー　Absolutely Free（1967年）
- ウィー・アー・オンリー・イン・イット・フォー・ザ・マニー　We're Only In It For The Money（1968年）
- クルージング・ウィズ・ルーベン&ザ・ジェッツ　Cruising With Ruben & The Jets（1968年）
- アンクル・ミート　Uncle Meat（1969年）
- いたち野郎　Weasels Ripped My Flesh（1970年）
- フィルモア・ライヴ '71　Fillmore East, June 1971（1971年）
- 200モーテルズ　200 Motels（1971年）
- ジャスト・アナザー・バンド・フロム L.A.　Just Another Band From L.A.（1972年）
- グランド・ワズー　The Grand Wazoo（1972年）
- オーヴァーナイト・センセーション　Over-Nite_Sensation（1973年）
- ロキシー&エルスウェア　Roxy & Elsewhere（1974年）
- ワン・サイズ・フィッツ・オール　One Size Fits All（1975年）
- ボンゴ・フューリー　Bongo Fury（1975年）
- プレイグラウンド・サイコティクス　Playground Psychotics（1992年）
- アヘッド・オブ・ゼア・タイム　Ahead Of Their Time（1993年）
- Carnegie Hall（2011年）

### 編集アルバム
- マザーマニア　Mothermania（1969年）

### フランク・ザッパ
ザッパや彼の遺族がザッパ名義で発表した作品のうち、全編または一部がMOIによる音源からなるものを挙げる。
- オールド・マスターズ・ボックス1　The Old Masters Box One（1985年）
- オールド・マスターズ・ボックス2　The Old Masters Box Two（1986年）
- オールド・マスターズ・ボックス3　The Old Masters Box Three（1987年）
- オン・ステージ Vol.1　You Can't Do That On Stage Anymore Vol. 1（1988年）
- オン・ステージ Vol.2　You Can't Do That On Stage Anymore Vol. 2（1988年）
- オン・ステージ Vol.3　You Can't Do That On Stage Anymore Vol. 3 (1989年）
- オン・ステージ Vol.4　You Can't Do That On Stage Anymore Vol. 4（1991年）
- オン・ステージ Vol.5　You Can't Do That On Stage Anymore Vol. 5（1992年）
- オン・ステージ Vol.6　You Can't Do That On Stage Anymore Vol. 6（1992年）
- ロスト・エピソード　The Lost Episodes（1996年）
- ミステリー・ディスク　Mystery Disc（1998年）
- FZ:OZ（2002年）
- Joe's Corsage（2004年）
- The Making Of Freak Out! - An FZ Audio Documentary（2006年）
- The Mofo Project/Object（2006年）
- The Dub Room Special!（2007年）
- Joe's Menage（2008年）
- Lumpy Money（2008年）
- Greasy Love Songs（2010年）
- Road Tapes, Venue #1（2012年）
- Understanding America（2012年）
- Finer Moments（2012年）
- Road Tapes, Venue 2（2013年）
- A Token Of His Extreme (Soundtrack)（2013年）
- Joe's Camouflage（2014年）
- Roxy By Proxy（2014年）
- Roxy the Soundtrack（2015年）
- Road Tapes, Venue 3（2016年）
- Meat Light - The Uncle Meat Project/Object Audio Documentary（2016年）
- The Roxy Performances（2018年）
- Halloween 73（2019年）
- The Mothers 1970（2020年）
- Zappa Original Motion Picture Soundtrack（2020年）[23]
- 200 Motels – 50th Anniversary Edition（2021年）[24]
- The Mothers 1971（2022年）[25]

### Beat the Boots!
- Beat the Boots!（1991年）
  - As an Am
  - The Ark
  - Freaks & Mother*#@%!
  - Unmitigated Audacity
  - Any Way the Wind Blows
  - 'Tis the Season to Be Jelly
  - Saarbrücken 1978
  - Piquantique
- Beat the Boots! II（1992年）
  - Disconnected Synapses
  - Tengo Na Minchia Tanta
  - Electric Aunt Jemima
  - At the Circus
  - Swiss Cheese / Fire!
  - Our Man in Nirvana
  - Conceptual Continuity
- Beat the Boots! III (2009年)
  - 6枚組[26][27][28][29][30][31]
  - Amazon、iTune Store、Napstarのダウンロード販売のみ。

### 客演・共演
- ジョン・レノン・アンド・ヨーコ・オノ
  - サムタイム・イン・ニューヨーク・シティ（1972年）[注釈 36]

## ビデオグラフィ
- 200 Motels（1971年）[32]
- The Dub Room Special（1982年）[33][34]
- Video from Hell（1987年）[35][36]
- Uncle Meat（1987年）[37][38]
- The True Story of Frank Zappa's 200 Motels（1989年）[39][40]
- Roxy: The Movie（2015年）[41]
- Zappa（2020年）[42]

## ザ・グランドマザーズ
1980年代に、ブラック、プレストン、ガードナーらがザ・グランドマザーズ（The Grandmothers）を結成。The GrandmothersやThe Grande Mothers Re:Inventedの名で公演や録音を行ない、MOIの楽曲の他、オリジナル曲、キャプテン・ビーフハート・アンド・ザ・マジック・バンドの楽曲、ブルースのスタンダードなどを演奏した。

### ディスコグラフィ
- An Anthology Of Previously Unreleased Recordings By Ex-Members Of The Mothers Of Invention（1980年）[44]
- The Official Grandmothers Fan Club Talk Album（1981年）[45]
- Looking Up Granny's Dress（1982年）[46]
- Dreams On Long Play（1993年）[47]
- Who Could Imagine?（1994年）[48]
- The Eternal Question（2002年）[49]
- A Grandmothers Night At The Gewandhaus（2003年）[50]
- Happy Mother's Day（2012年）[51]